# 邦雅曼·穆坎乔
邦雅曼·穆坎乔·比莱（法語：Benjamin Moukandjo Bilé；1988年11月12日—），喀麦隆前职业足球运动员，司职前锋。

## 俱乐部生涯
1998年，10岁的穆坎乔加入家乡的卡吉体育学院俱乐部的青年队，从而开始职业生涯。九年后，他移居法国，加盟雷恩。2008年9月，仅在雷恩预备队中有出场记录的穆坎乔被租借至萨努瓦-圣格拉蒂安协约俱乐部。
穆坎乔于2009年6月返回雷恩，随后终止合约并于2009年8月31日加盟尼姆奥林匹克。他在法乙联赛中的出场次数稳定，后于2011年1月31日转会至摩纳哥。
2011年5月，在摩纳哥降级至法乙联赛后，有报道将穆坎乔与利物浦相联系。他于2011年8月12日与南锡签订了一份为期三个赛季的合同。
2014年7月18日，穆坎乔转会至法甲俱乐部兰斯，签订了为期两年的合同。
2015年8月5日，穆坎乔转会至法甲俱乐部洛里昂。2017年4月8日，他在洛里昂客场4-1击败里昂的联赛中打入两球，并为西尔万·马尔沃送上一次助攻。
2017年7月13日，穆坎乔转会至中国足球超级联赛俱乐部江苏苏宁，签订了为期两年的合同。2018年2月28日，穆坎乔租借加盟北京人和，租借期至2018年12月31日。2019年3月，他与苏宁协议离队。
2019年9月11日，穆坎乔加盟法乙俱乐部朗斯。2020年1月23日，转会至瓦朗謝訥。2021年1月28日，加盟希腊俱乐部拿尼沙。

## 国家队生涯
2011年6月4日，穆坎乔在0-0战平塞内加尔的2012年非洲国家杯资格赛中首次为喀麦隆国家足球队出场。次年6月16日，他在1-0战胜几内亚比绍的比赛中取得第一个国家队进球。
穆坎乔入选了喀麦隆国家队参加2014年世界杯的大名单，并分别在对阵墨西哥、克罗地亚和巴西的三场小组赛中出场。
在2015年非洲国家杯上，他在小组赛阶段1-1战平几内亚的比赛中打入一球。
两年后，喀麦隆在2017年非洲国家杯决赛中取胜，从而第五次夺得冠军，穆坎乔被评为决赛最佳球员。
2018年9月，他退出国家队，共在57次出场中打入8球。